# جربیل فیلیپس
جربیل فیلیپس (نام علمی: Gerbilliscus phillipsi) نام یک گونه از سرده جربیل‌های پابرهنه است که در اتیوپی، کنیا و سومالی یافت می‌شود. زیستگاه طبیعی آن بیشه‌های خشک گرمسیری یا نیمه‌گرمسیری است.